# Ashdown (Arkansas)
Ashdown é uma cidade localizada no estado americano de Arkansas, no Condado de Little River.

## Demografia
Segundo o censo americano de 2000, a sua população era de 4781 habitantes. 
Em 2006, foi estimada uma população de 4531, um decréscimo de 250 (-5.2%).

## Geografia
De acordo com o United States Census Bureau, a localidade tem uma área de 18,5 km², dos quais 18,4 km² cobertos por terra e 0,1 km² cobertos por água.

## Localidades na vizinhança
O diagrama seguinte representa as localidades num raio de 32 km ao redor de Ashdown. 